# Анциполівське урочище
Уро́чище «Анципо́лівське»  — ботанічний заказник місцевого значення в Україні. Розташований у селі Анциполівка Гайсинського району Вінницької області.
Призначений для збереження у природному стані рослинного світу скелястих відслонень гранітів, де яскраво видно стадії їх заростання.
Площа 39,1 га. Статус присвоєно 2002 року (Рішенням Вінницької обласної ради від 19.02.2002 р. № 593). Перебуває у віданні Зяньковецької сільської ради. 
За фізико-географічним районуванням України (1968) ця територія належить до Гнівансько-Гайсинського району області Подільського Побужжя Дністровсько-дніпровської лісостепової провінції Лісостепової зони. Для цієї області характерними є розчленовані глибокими долинами лесові височини з сірими опідзоленими ґрунтами, тобто з геоморфологічної точки зору описувана територія являє собою ерозійно-акумулятивно-деиудаційну сильнохвилясту рівнину. 
В межах заказника на південь від села вздовж правого берега р. Південний Буг тягнуться кам'янисті схили. Вони мають форму «баранячих лобів», іноді це нагромадження окремих валунів, то виступають із ґрунту. Виходи мають похиле, або навіть горизонтальне положення. 
За геоботанічним районуванням України територія належить до Європейської широколистяної області. Подільсько-Бессарабської провінції Вінницького (Центральноподільського) округу. Специфічним є рослинний світ скелистих відслонень гранітів. Тут заростання гранітів йде в декілька стадій. Спочатку камінь вкривають накипні лишайники, потім оселяються мохи, кладонія та очиток їдкий, очиток шестирядний. На наступній стадії: папороті аспленій волосоподібний, аспленій північний, багатоніжка звичайна, зрідка чоловіча папороть розростається вузькими довгими смугами попід камінням, в заглибинах, тріщинах, навіть на горизонтальних поверхнях. Серед папоротей зустрічаються різушка Таля, очиток Рупрехта, вероніка сива, цибуля овочева, поодинокі волошка рейнська, нечуйвітер синякоподібний, тонконіг стиснутий, деревій майже звичайний, тонконіг бульбистий. 
Ця стадія у місцях, де є можливість накопичення більшої кількості ґрунту, змінюється угрупованнями з кострицею овечою, тонконогом стиснутим, полином дніпровським, полином австрійським, в яких постійними є люцерна румунська, нечуйвітер синяковидний, перстач сріблястий, портулак городній, гикавка сіра, дивина борошниста, віскарія звичайна, чебрець подільський, вероніка сива, чистотіл звичайний, деревій благородний, молочай кипарисовий, волошка рейнська, маренка рожева, шавлія кільчаста, щавель горобиний. Цей тип заростання може змінюватися барвистим високотрав’ям з торилісом японським, волошкою рейнською, звіробоєм звичайним, дивиною борошнистою, тонконогом вузьколисним, полином гірким, самосилом гайовим, ластовнем лікарським. 
В нижній частині схили заростають деревними видами — в'язом граболистим, кленом татарським, черешнею, грушею звичайною, гордовиною, яблунею ранньою. В затіненні дерев у трав’яному ярусі зустрічаються бугила лісова, ториліс японський, бедринець ломикаменевий, дзвоники болонські, звіробій звичайний, очиток Рупрехта, тонконіг дібровний, вероніка дібровна.
Таким чином, це урочище є цінним як ландшафтний об'єкт, рослинність якого є типовою для наскельних угруповань і добре збереглася.
Об'єкт має велику наукову цінність, оскільки виходи гранітів на рівнині в межах України мають локальне поширення, характеризуються специфічною флорою, що формує своєрідні комплекси, які недостатньо вивчені. Крім того, на території проектованого заказника зростають такі види, як аспленій північний та аспленій волосовидний, занесені до списку рідкісних та зникаючих рослин Вінницької області.